# Wang Hao (Schachspieler)
Wang Hao (chinesisch 王皓, Pinyin Wáng Hào; * 4. August 1989 in Harbin, Provinz Heilongjiang) ist ein chinesischer Schachspieler.

## Turniere
Bei der U10-Jugendweltmeisterschaft 1999 im spanischen Oropesa del Mar wurde Wang Dritter. Im Juli 2002 gewann er den Qingdao Zhongfand Cup. Bei der U16-Schacholympiade in Kuala Lumpur im August 2002 holte er am vierten Brett der chinesischen Nationalmannschaft Mannschaftsgold. Im Juli 2004 erreichte er, inzwischen vierzehnjährig, wieder Mannschaftsgold bei der U16-Schacholympiade, diesmal in Kozhikode – dazu sicherte er sich bei diesem Turnier eine individuelle Goldmedaille für sein Ergebnis von 8 aus 9 am ersten Brett (88,9 %, Elo-Leistung 2577). Im selben Monat gewann Wang ein Jugendturnier in Jakutsk. Er gewann überraschenderweise das Dubai Open im April 2005: Als titelloser Spieler gewann er mit einem halben Punkt Vorsprung vor 53 Großmeistern und 30 Internationalen Meistern. Mit sieben Punkten aus neun Spielen lag seine Elo-Performance bei 2731. Im August 2005 gewann er mit 10 aus 11 und zwei Punkten Vorsprung das 2. Dato Arthur Tan Open in Kuala Lumpur (Elo-Leistung 2843). Im Oktober 2005 wurde Wang geteilter Erster beim Zonenturnier in Peking. Im Februar 2007 gewann er das GACC-Turnier in der Universität Malaya. Bei der asiatischen Einzelmeisterschaft im September 2007 in Cebu City belegte er punktgleich hinter Zhang Pengxiang den zweiten Platz. Im Oktober 2007 wurde er bei der Juniorenweltmeisterschaft U20 in Jerewan Dritter. Im März 2008 gewann er das 23. Open in Reykjavík. Im Juni 2010 gewann er in Xinghua die chinesische Landesmeisterschaft.
Im Jahre 2012 gewann Wang Hao das Großmeisterturnier des Schachfestivals Biel. Er gewann sechs Partien, verlor drei und spielte nur einmal remis. Bei normaler Wertung wäre er mit 6,5 Punkten Zweiter hinter Magnus Carlsen geworden, der auf 7 Punkte (+4 =6 −0) kam. Da aber eine Drei-Punkte-Regel galt, wurde Wang Hao Turniersieger. Seine Elo-Performance bei diesem Turnier betrug 2858. Beim FIDE Grand Prix in Taschkent 2012 belegte Wang den geteilten 1.–3. Platz.
Asiatischer Einzelmeister wurde Wang Hao 2017 in Chengdu vor dem punktgleichen Bu Xiangzhi. Im Oktober 2019 gewann Wang Hao das Grand Swiss Tournament 2019 auf der Isle of Man mit 8 Punkten aus elf Partien (+6 =4 −1) vor unter anderem Fabiano Caruana und Weltmeister Magnus Carlsen. Er qualifizierte sich damit für das Kandidatenturnier 2020 in Jekaterinburg.
Am 27. April 2021 gab er, nach dem Kandidatenturnier Jekaterinburg, seinen Rückzug vom professionellen Schach bekannt. Hierfür führte er gesundheitliche Gründe an. Überraschenderweise spielte er nach seinem Rückzug wieder beim zehnten Norway Chess Turnier 2022 in Stavanger. Hier belegte er den, für ihn enttäuschenden, 10. Platz.

## Titel und Rating
Den Titel Internationaler Meister überspringend, wurde Wang im Oktober 2005 Großmeister. Die Normen hierfür erreichte er beim Aeroflot Open A2 im Februar 2005 in Moskau sowie beim Open in Dubai im April 2005 und beim 2. Dato Arthur Tan Open in Kuala Lumpur im August 2005.
Mit seiner bisher höchsten Elo-Zahl von 2758 im Januar 2019 lag er auf dem zwölften Platz der FIDE-Weltrangliste. Wang Hao war bis Dezember 2007 hinter Magnus Carlsen und Sergei Karjakin der drittjüngste Schachspieler in den Top 100 der Weltrangliste.
| Hier fehlt eine Grafik, die leider im Moment aus technischen Gründen nicht angezeigt werden kann. Wir arbeiten daran! |

## Nationalmannschaft
Mit der chinesischen Nationalmannschaft nahm Wang Hao an den Schacholympiaden 2004, 2008, 2010 und 2012 teil. Er erreichte 2010 am zweiten Brett das drittbeste Ergebnis. Außerdem vertrat er China bei der Mannschaftsweltmeisterschaft 2011, bei der die chinesische Mannschaft den zweiten Platz belegte und Wang Hao das beste Ergebnis am Spitzenbrett erreichte und gewann mit der chinesischen Mannschaft die asiatischen Mannschaftsmeisterschaften 2008 und 2012 sowie die Schachwettbewerbe der Asienspiele 2010 und der Hallen-Asienspiele 2007.

## Vereine
In der chinesischen Mannschaftsmeisterschaft spielte Wang Hao 2005 für Heilongjiang Pharmaceuticals, ab 2006 für die Beijing Patriots, mit denen er 2006 auch Mannschaftsmeister wurde, beim Asian Club-Cup 2008/09 für den Qi Yuan Club und in den Saisons 2009 bis 2011 für Hebei. Im Jahre 2012 spielte er für Chengdu Bank und 2013 für Qinhuangdao Evening News. In den Jahren 2014 und 2015 spielte er erneut für Beijing, mit denen er 2015 Meister wurde, 2016 für Qingdao, 2017 und 2019 für Shenzhen. In der russischen Mannschaftsmeisterschaft spielte er von 2008 bis 2012 für SchSM-64 Moskau, mit denen er 2010 in Sotschi und 2011 in Olginka, Region Krasnodar Mannschaftsmeister wurde und am European Club Cup 2011 teilnahm. Er spielt auch für SOCAR Aserbaidschan. Mit SOCAR erreichte er 2013 beim European Club Cup den dritten Platz und gewann diesen 2014, außerdem gelang ihm in beiden Jahren das drittbeste Einzelergebnis am sechsten Brett. In der tschechischen Extraliga wurde er in den Saisons 2016/17 und 2017/18 mit dem Novoborský ŠK Mannschaftsmeister, mit diesem nahm er auch am European Club Cup 2016 teil. Wang Hao spielte auch für den italienischen Verein Obiettivo Risarcimento Padova, zu dessen Mannschaft er beim European Club Cup 2018 gehörte.

## Partiebeispiel
|   | a | b | c | d | e | f | g | h |   |
| 8 |   |   |   |   |   |   |   |   | 8 |
| 7 |   |   |   |   |   |   |   |   | 7 |
| 6 |   |   |   |   |   |   |   |   | 6 |
| 5 |   |   |   |   |   |   |   |   | 5 |
| 4 |   |   |   |   |   |   |   |   | 4 |
| 3 |   |   |   |   |   |   |   |   | 3 |
| 2 |   |   |   |   |   |   |   |   | 2 |
| 1 |   |   |   |   |   |   |   |   | 1 |
|   | a | b | c | d | e | f | g | h |   |

In der folgenden Partie besiegte Wang Hao mit den schwarzen Steinen im Turnier Norway Chess 2013 den späteren Schachweltmeister Carlsen.
Carlsen–Wang Hao 0:1
Sandnes, 17. Mai 2013
Englische Eröffnung, A30
1. c4 c5 2. Sf3 Sc6 3. Sc3 e5 4. d3 d6 5. a3 a5 6. g3 Sge7 7. Lg2 g6 8. Lg5 Lg7 9. Lxe7 Dxe7 10. 0–0 0–0 11. Sd2 Le6 12. Tb1 Tfc8 13. Sd5 Dd8 14. b4 axb4 15. axb4 Lxd5 16. Lxd5 cxb4 17. Se4 Tc7 18. Dd2 Kh8 19. Ta1 Tb8 20. Tfb1 h6 21. Lxc6 bxc6 22. Txb4 d5 23. Txb8 Dxb8 24. Sd6 e4 25. Ta6 exd3 26. exd3 Kh7 27. Kg2 dxc4 28. dxc4 Td7 29. c5 Lf8 30. Tb6 Dc7 31. Tb3 Da7 32. Tc3 Lxd6 33. cxd6 Da5 34. h4 Txd6 35. De3 Dd5+ 36. Df3 h5 37. Dxd5 cxd5 38. Kf3 Kg7 39. Tc7 Kf6 40. Ke3 Ta6 41. Td7 Ke6 42. Tb7 Ta3+ 43. Kf4 Ta4+ 44. Ke3 Te4+ 45. Kd3 Te1 46. Tb6+ Kf5 47. Tb7 f6 48. Td7 Te5 49. f3 Ke6 50. Tg7 g5 51. Th7 g4 52. fxg4 hxg4 53. Tg7 f5 54. Tg6+ Kf7 55. Ta6 Te1 56. Kd2 Tg1 57. Ta3 Tg2+ 58. Ke1 Kf6 59. Kf1 Tc2 60. Ta6+ Ke5 61. h5 Th2 62. h6 d4 63. Kg1 Th3 64. Kg2 d3 65. Ta5+ Kd4 66. Ta4+ Kc3 67. Ta6 d2 68. Tc6+ Kd3 69. Td6+ Kc2 70. Tc6+ Kd1 71. Td6 f4 72. gxf4 Ke2 73. Te6+ Te3 74. Txe3+ Kxe3 75. h7 d1=D 76. h8=D Df3+ 77. Kg1 Df2+ 78. Kh1 Df1+ 79. Kh2 g3+ 0:1